# منطقة الساعة
منطقة الساعة في مدينة الموصل القديمة، هي من مناطق محافظة نينوى القديمة في العراق، التي تقع في الجانب الأيمن من المدينة، وتنقسم إلى ثلاث محلات الأوس، الخزرج والمياسـة. وسميت منطقة الساعة نسبة إلى كنيسة الساعة التي شيدت في عام 1866م، لتكون مركزاً للآباء الدومنيكان ووضع في برجها الساعة الميكانيكية التي قدمت كهدية من زوجة الأمبراطور الفرنسي نابليون الثالث للأباء الدومنيكان.

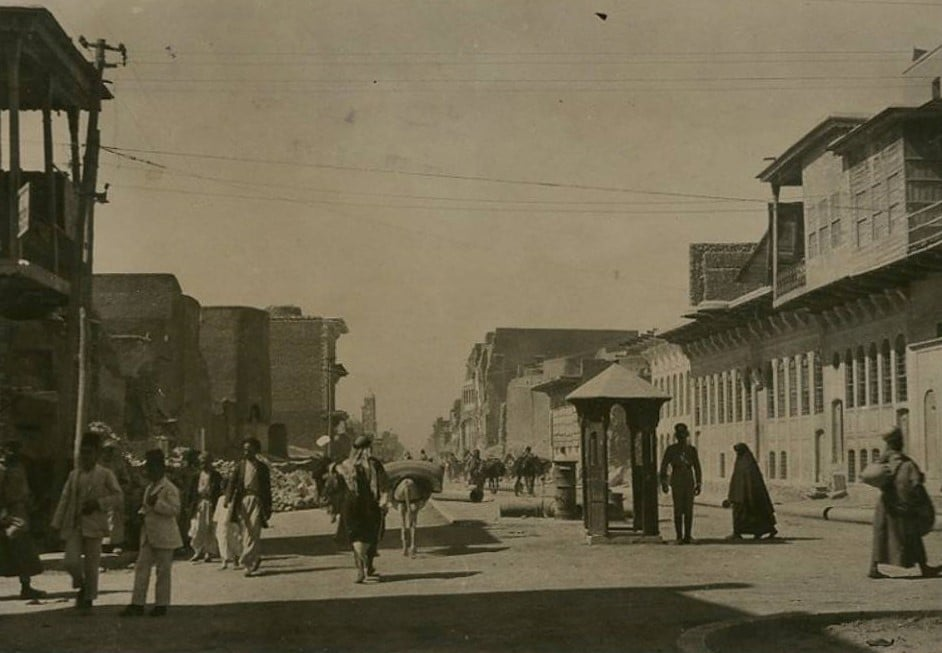
منطقة الساعة في شارع نينوى عام 1942

تقع منطقة الساعة على شـارعين مهمين هما شارع الفاروق وشـارع نينوى، وتجاور منطقة الساعة كل من منطقة السرجخانة، ومنطقة باب الجديد، وباب البيض والفاروق، وسكن المنطقة خليط من المسلمين والمسيحيين وأقلية من الطائفة الإيزيدية، ويوجد في المنطقة العديد من الأسواق والمقاهي وهي من المناطق الشعبية.